# جنگ یکپارچگی رومانی
جنگ یکپارچگی رومانی به بخشی از جنگ روسیه و عثمانی (۱۸۷۷-۱۸۷۸) گفته می‌شود که طی آن نیروهای رومانیایی در اتحاد با روسیه توانستند از حاکمیت عثمانی مستقل شوند. در ۱۶ آوریل ۱۸۷۷ میلادی، امپراتوری روسیه و رومانی پیمانی در بخارست امضا کردند که به موجب آن، دولت روسیه اجازه می‌یافت که نیروهای نظامی خود را از خاک رومانی عبور دهد و در عوض، باید تمامیت ارضی رومانی را رعایت می‌کرد. این عهدنامه به مرحله عمل رسید و ۱۲۰٬۰۰۰ نیروی روس به سوی جنوب رومانی به حرکت درآمدند تا نیروهای عثمانی را در آنسوی دانوب عقب برانند. در ۲۴ آوریل ۱۸۷۷ میلادی، روسیه رسماً به امپراتوری عثمانی اعلان جنگ داد و نیروهای خود را از طریق رومانی به سوی خاک عثمانی به حرکت درآورد.